# St. Nikolaus (Tiefengruben)

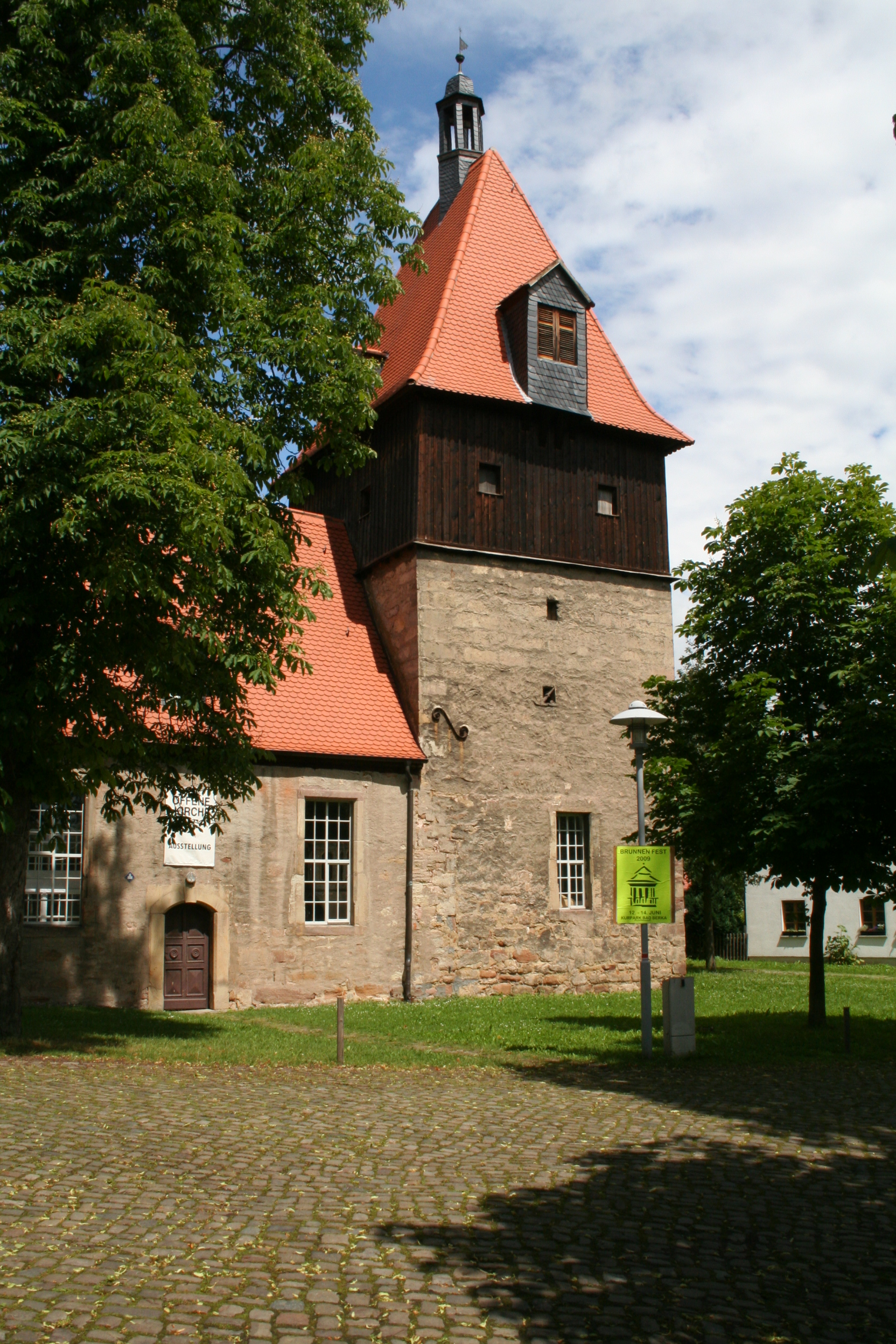
Die Kirche

Die evangelische Dorfkirche St. Nikolaus steht inmitten des Rundlingsdorfes Tiefengruben, einem Ortsteil der Stadt Bad Berka im Landkreis Weimarer Land in Thüringen. Sie gehört zur Kirchengemeinde Bad Berka im Kirchenkreis Weimar der Evangelischen Kirche in Mitteldeutschland.

## Geschichte
Eine Vorgängerkirche wurde im 15. Jahrhundert errichtet.
Der rechteckige Saalbau mit bündigen Ostturm entstand 1686 im barocken Stil. Die Kanzel wurde bereits eindrucksvoll bemalt.
Ende des 19. Jahrhunderts wurde die Kirche von einem Friedhof umgeben.
Nach einer Ausbesserung der Bauschäden wurde 1997 der Innenraum schrittweise saniert.

## Winterkirche
Die Winterkirche ist jetzt noch Ausstellungsraum und ständig für Besucher und Gläubige geöffnet.